# サチ・パーカー
サチ・パーカー（Stephanie Sachiko Parker、本名：サチコ・パーカー、1956年9月1日 - ）は、アメリカ合衆国出身の女優。
母は同じく女優のシャーリー・マクレーン、父は映画製作者のスティーブ・パーカー。

## 概要・経歴
1956年9月1日、カリフォルニア州・ロサンゼルスに生まれる。両親ともに親日家としても知られ、「サチコ」という名前も"blessed child"(祝福された子供)を意味することから、当時渡米中だった小森和子により命名された。2歳から6歳までを母シャーリー・マクレーンとアメリカで過ごす。その後6歳から12歳までを日本・東京に住む父親スティーブ・パーカーのもとで過ごし、学習院初等科に通っていた。
日本での修学の後、自身の希望でスイスとイギリスの全寮制の学校で教育を受ける。英語はもちろん、日本語、フランス語も流暢で広東語もできる。
大学卒業後、カンタス航空でフライトアテンダントをしていた。その後パリでの勉強を終え、母の影響で演技の才能に目覚め、ハリウッドの俳優学校に入学、女優を志すようになる。
1985年、『バートレイノルズのスティック』で映画デビューを果たす。
1988年、FCI駐在のジャーナリストであるクリストファー・フィールドと共に『FNNモーニングコール』のニューヨークキャスターを務める。
1993年、Frank Murrayと結婚、二子をもうける。
2007年、日本映画『西の魔女が死んだ』の主演・おばあちゃん（イギリス人）役に抜擢された。日本語は理解できるが、読めるのは平仮名のみのため、この映画のオファーを受けた際には日本人の友人に原作の小説を読んでもらったという。

## 出演作品
- バートレイノルズのスティック Stick (1985) （日本未公開） - Bobbi 役
- バック・トゥ・ザ・フューチャー Back to the Future (1985) - Bystander #1 役
- ペギー・スーの結婚 Peggy Sue Got Married (1986) - リサ 役
- 3人のゴースト Scrooged (1988) - ベル役
- 悲しみよさようなら Welcome Home, Roxy Carmichael (1990) - リビー 役
- 新スタートレック Star Trek The Next Generation (1991) - ターヴァ 役
- ホテルウーマン(1991)
- 西の魔女が死んだ (2008) - おばあちゃん 役
- トイレット (2010) -